# Oscar Oiwa
Oscar Oiwa (São Paulo, 1965. augusztus 11. –) amerikai-brazil vizuális művész, festőművész és építész. Japán bevándorlók gyermekeként született, 1991-ben Tokióba, 2001-ben Londonba, 2002-ben New York-ba költözött. Számos művészeti díjat elnyert.

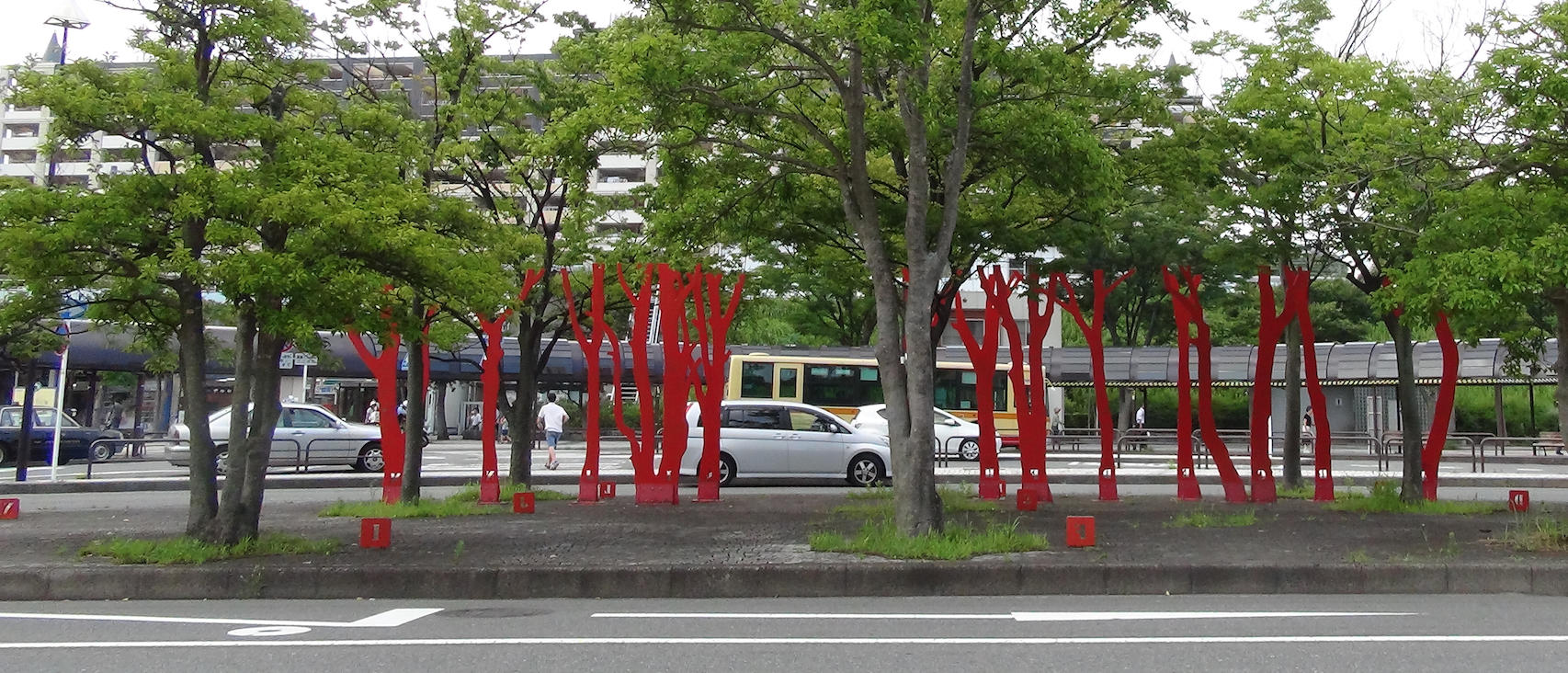
Tree Portrait, 1997, aluminum, paint, height 3m, Hongodai Station, Yokohama

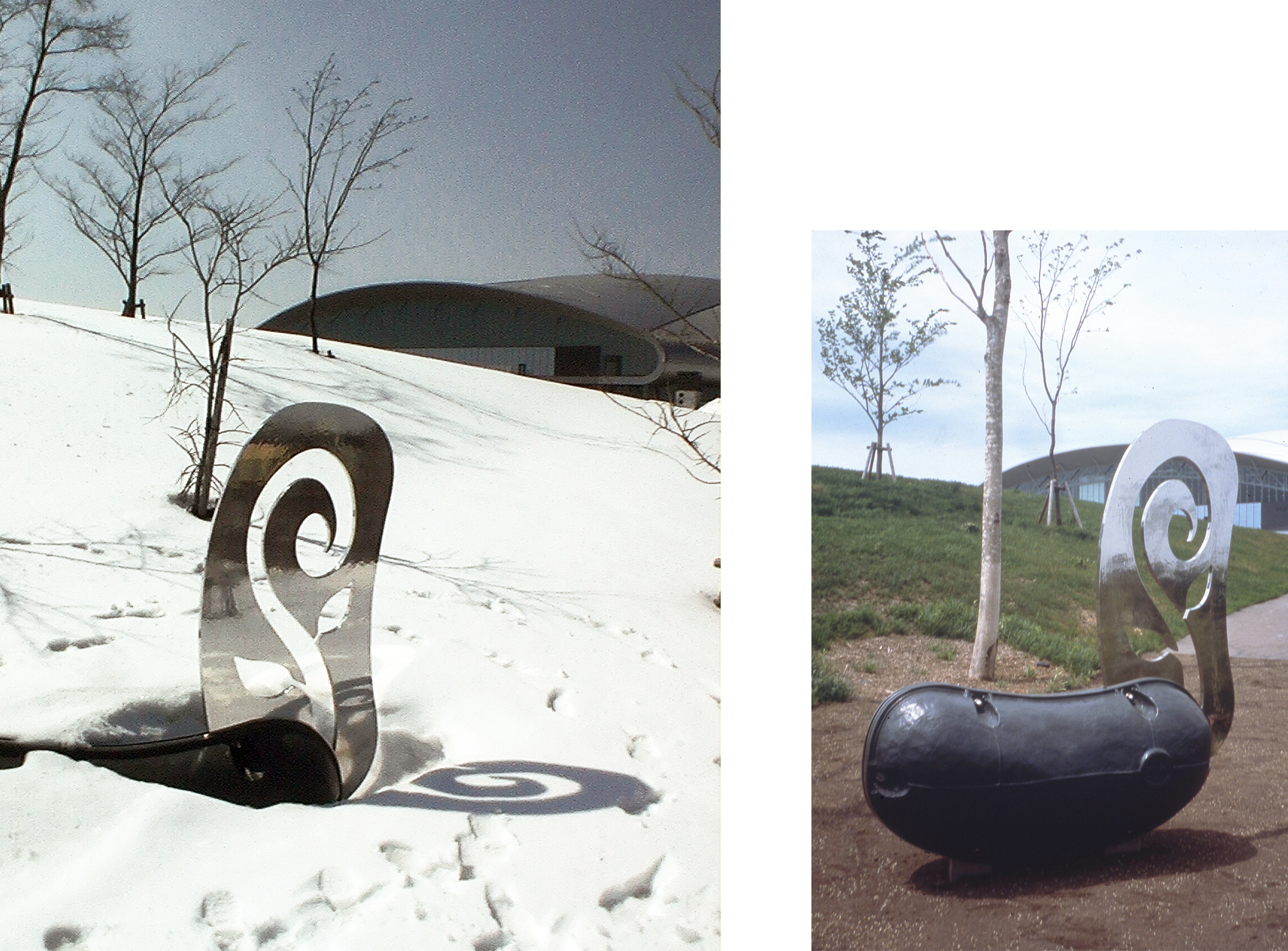
Bean (Feijao), 2000, cast iron, stainless steel, 180 x 230 x 50 cm, Sapporo Dome, Hokkaido

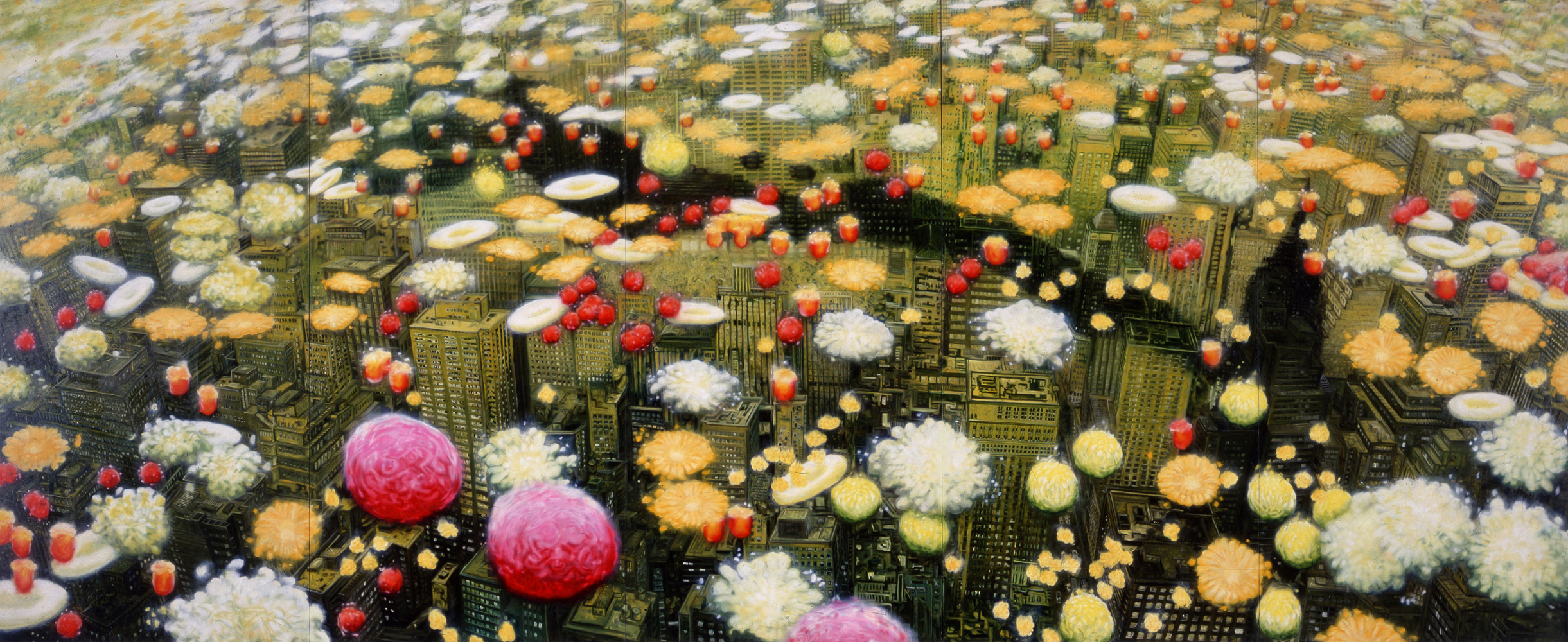
Gardening (Manhattan), 2002, oil on canvas, 227 x 555 cm, The National Museum of Modern Art, Tokyo collection.

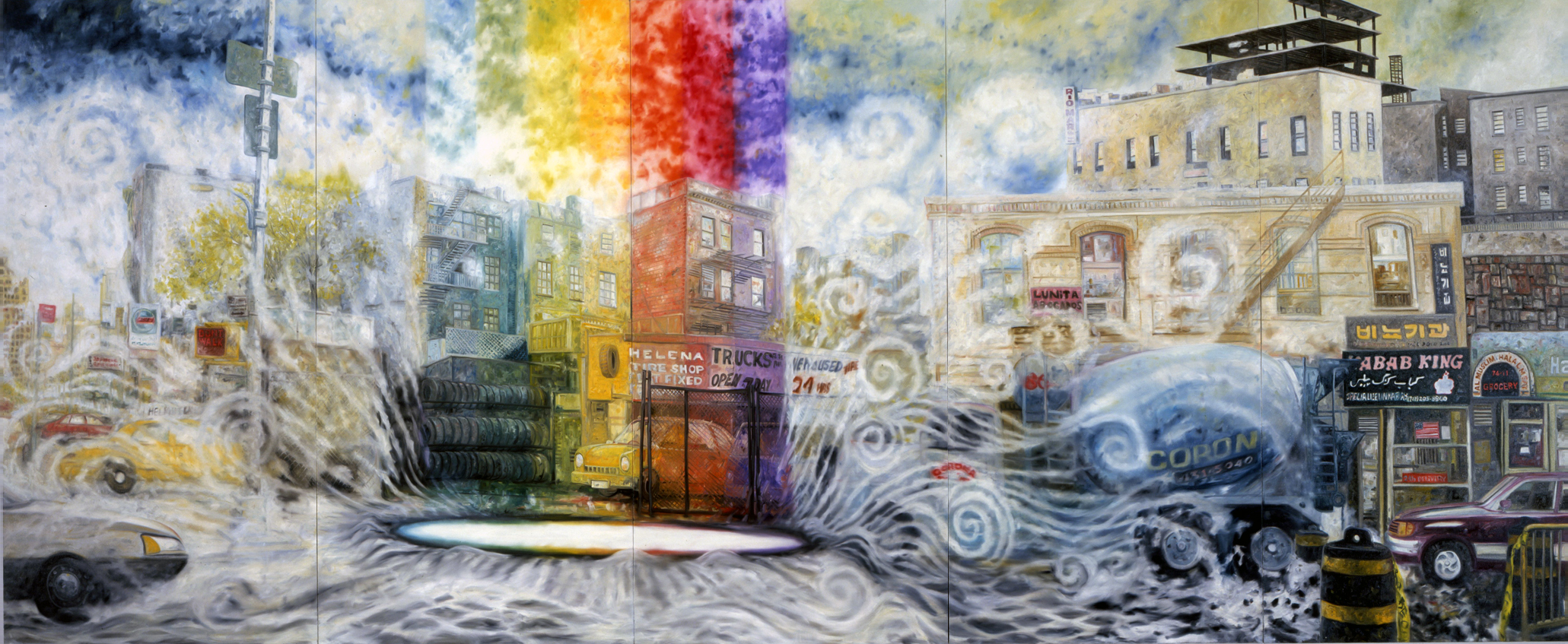
Rainbow, 2003, oil on canvas, 227 x 555 cm, Takamatsu City Museum of Art collection, Kagawa

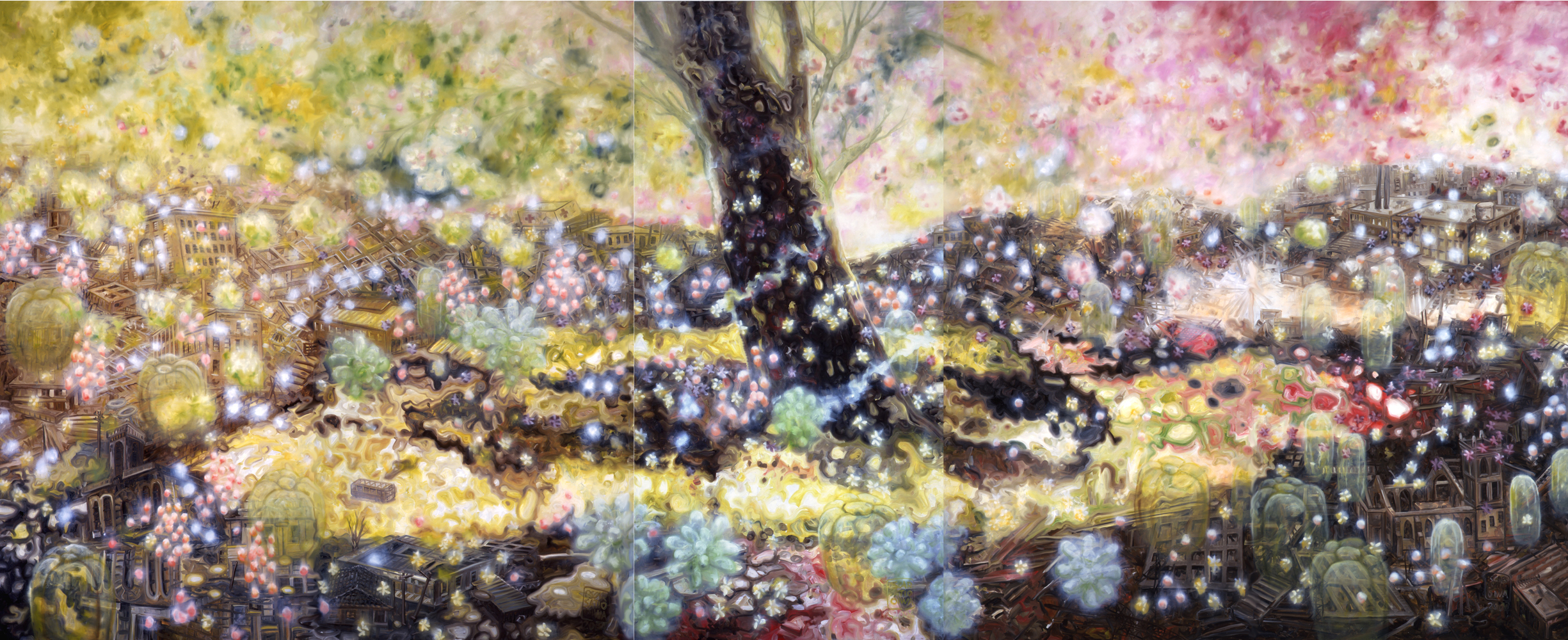
Flower Garden, 2004, oil on canvas, 227 x 555 cm, Hiroshima City Museum of Contemporary Art / private collection, Tokyo

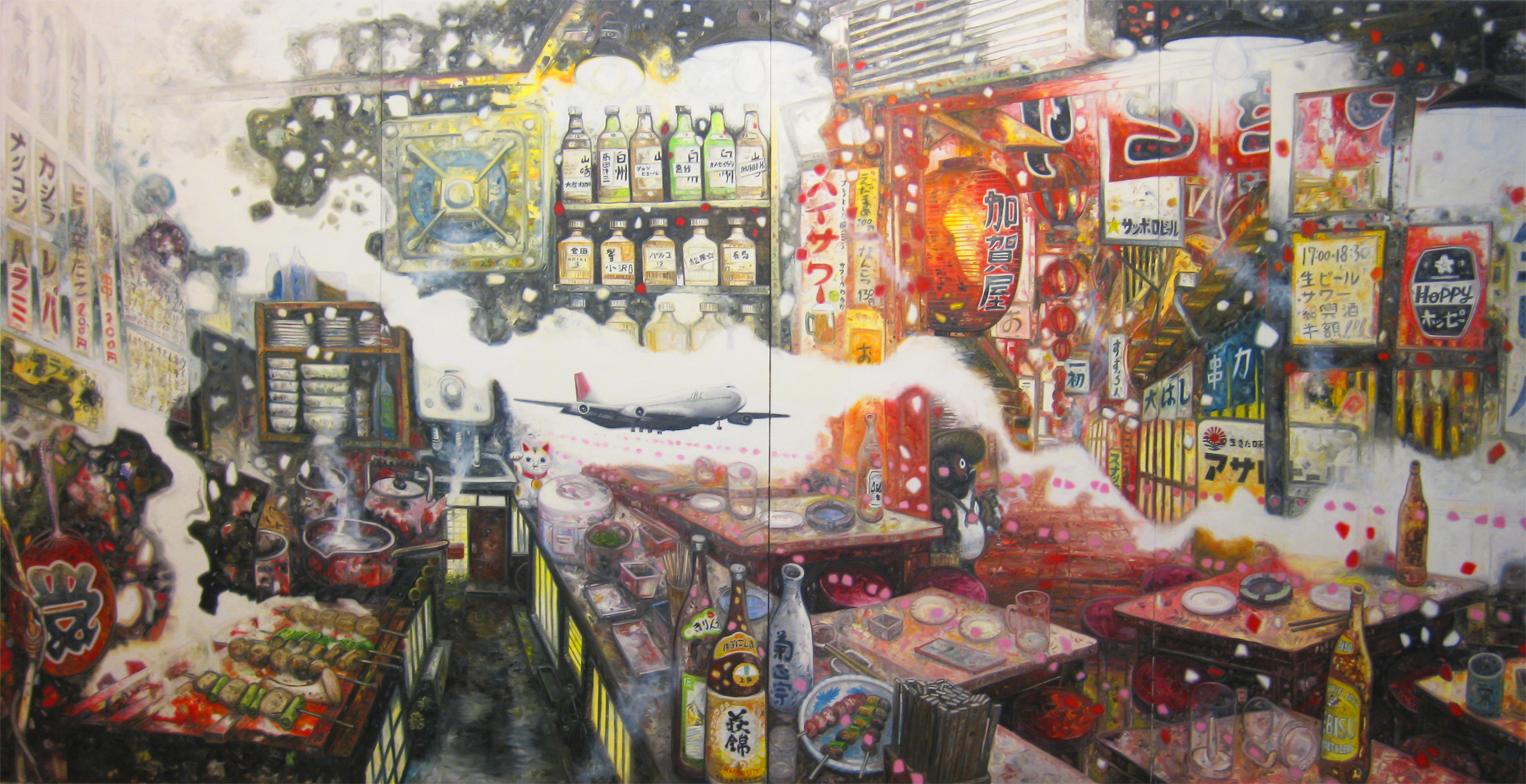
Kita Senju, 2008, oil on canvas, 227 x 444 cm, 21st Century Museum of Contemporary Art collection, Kanazawa

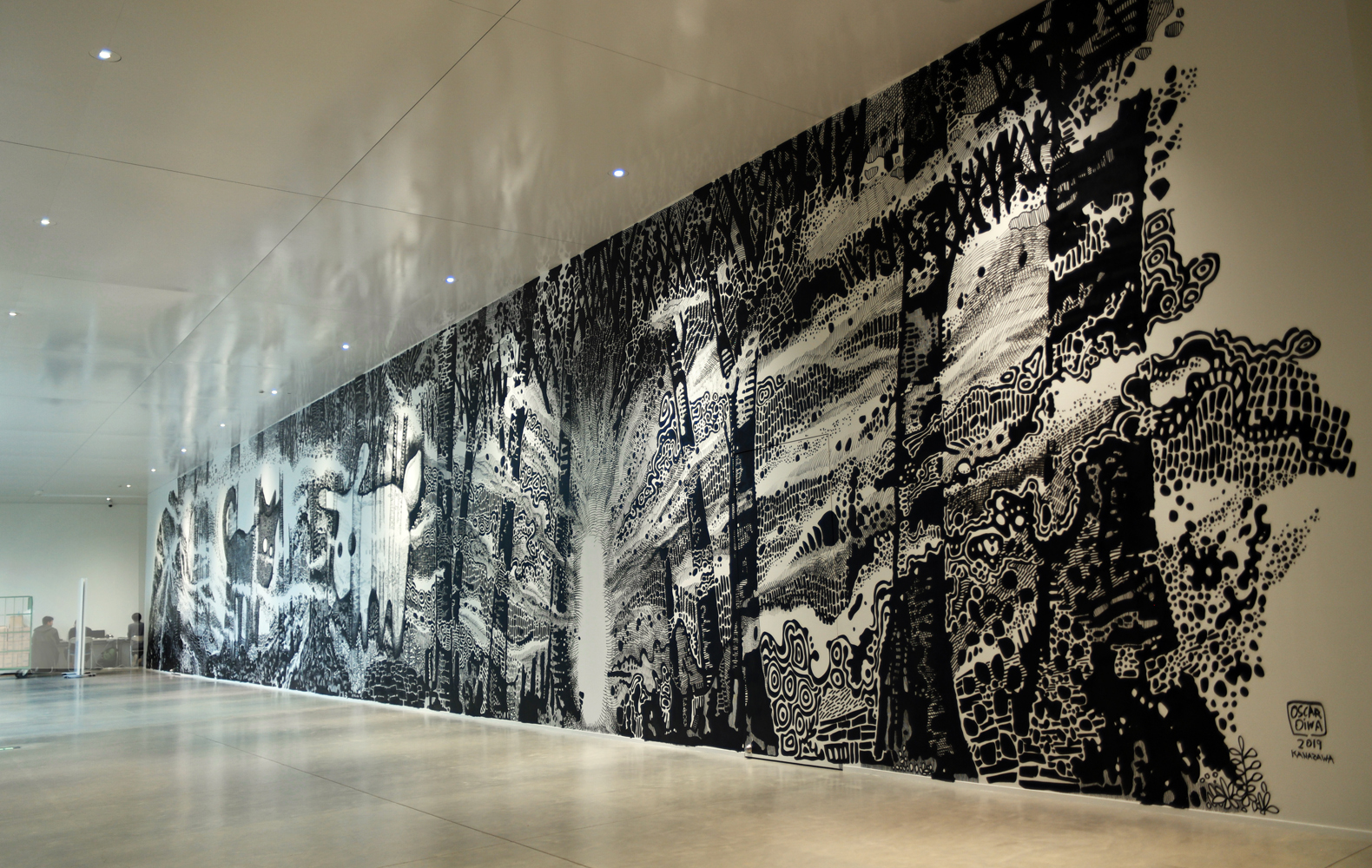
Woods wall drawing, 2019, 4 x 27 meters, 21st Century Museum of Contemporary Art, Kanazawa

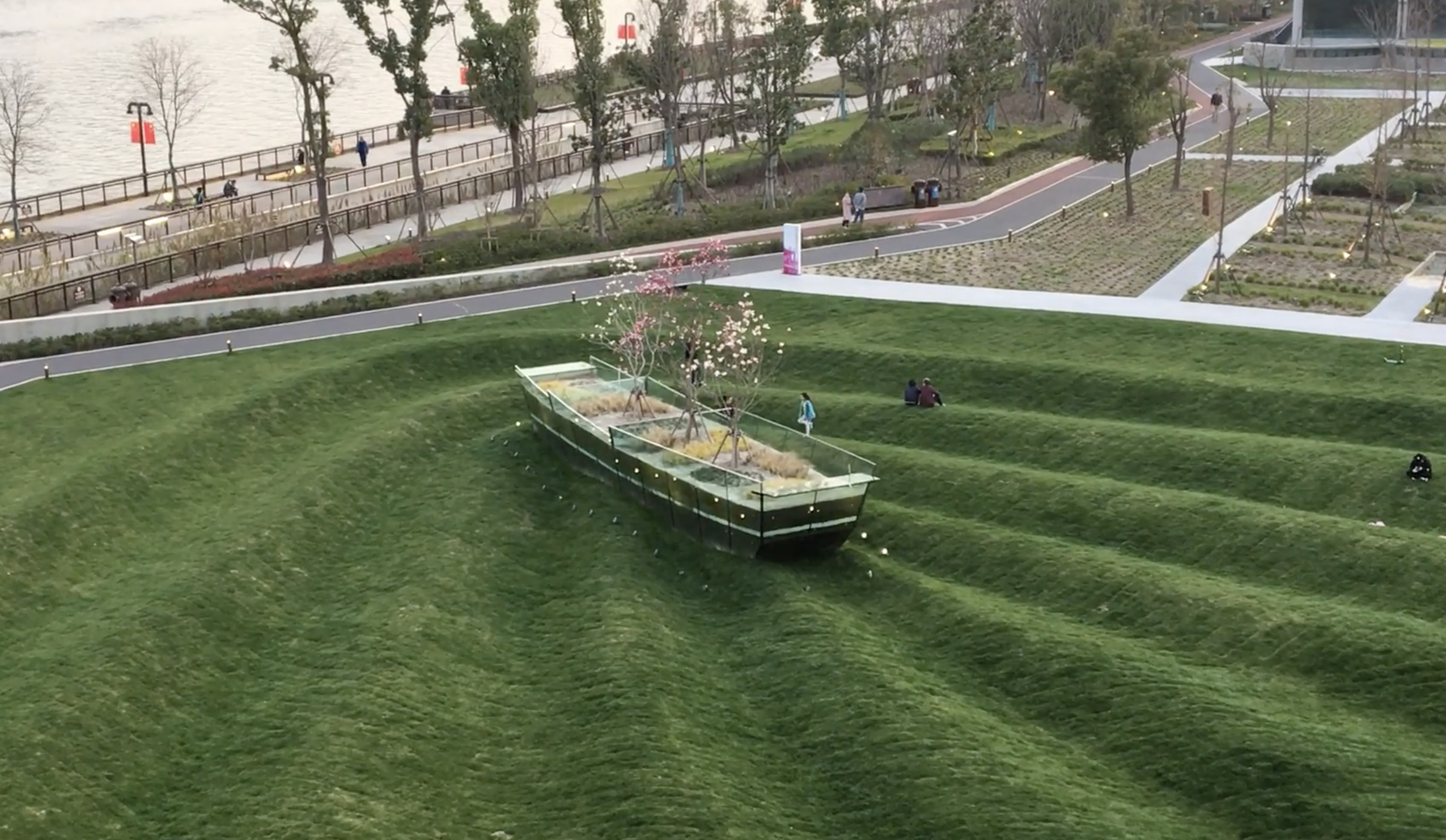
Time Shipper, 2020, Yangpu Riverside Park, Shanghai

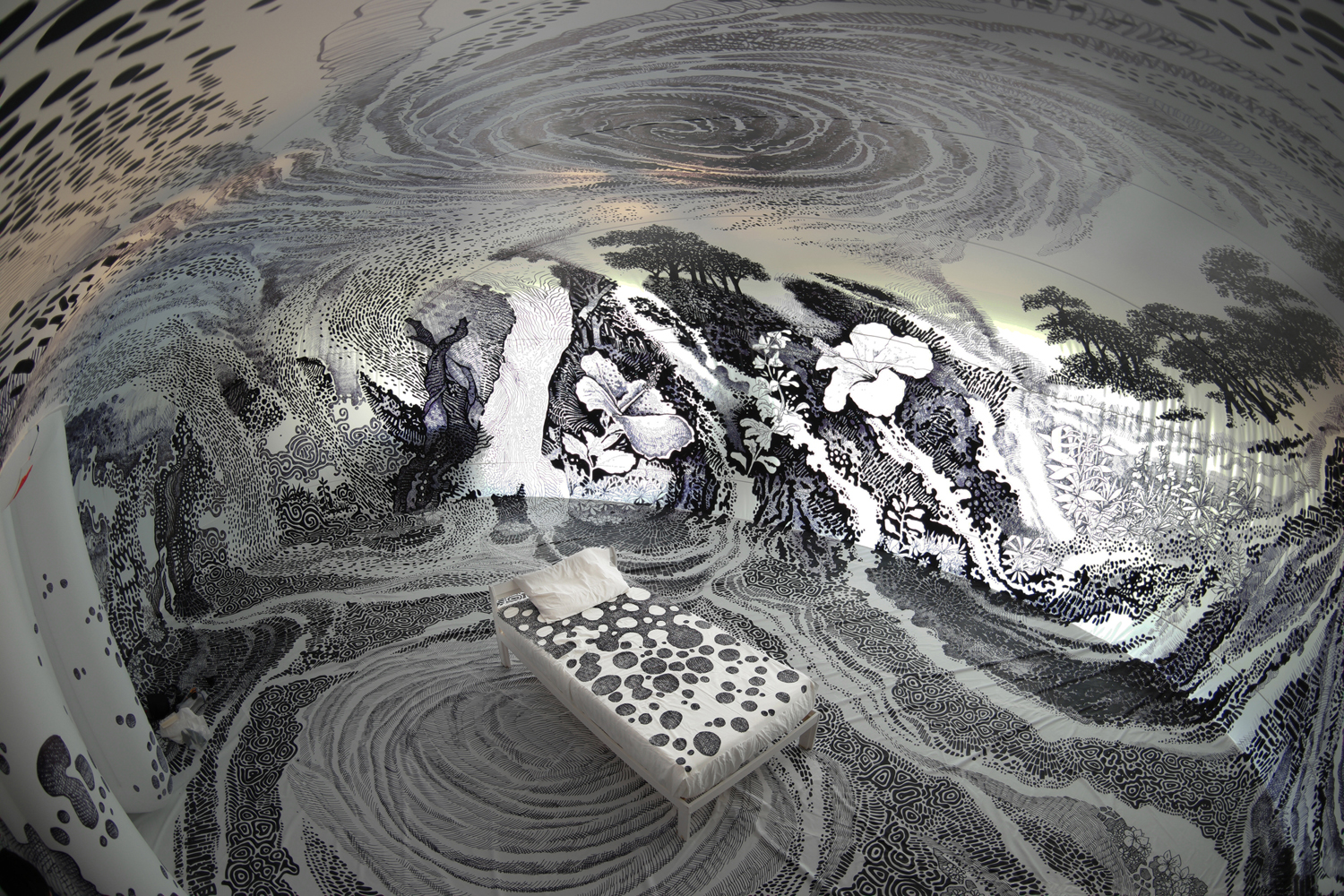
Dreams of a Sleeping World Installation, 2020, University of Southern California, Pacific Asia Museum